# Sekine Kankotan
Sekine Kankotan (meglio nota col nome da sposata Sekine Evren; Manisa, 1922 – Ankara, 3 marzo 1982) è stata la settima First lady della Turchia come moglie del presidente Kenan Evren.

## Biografia
Sekine Kankotan nacque nel 1922 a Manisa, come figlia maggiore di un viticoltore, e aveva tre sorelle minori. A causa delle condizioni economiche della sua famiglia non le fu possibile frequentare gli studi superiori.  
Nel 1944 fuggì di casa per sposare, il 27 marzo, il tenente maggiore Ahmet Kenan Evren, dopo che i suoi genitori le avevano negato il permesso. Seguì il marito al fronte durante la guerra di Corea del 1950, e a causa delle condizioni precarie, perse il suo primo bambino poco dopo la nascita. In seguito, la coppia si stabilì ad Ankara ed ebbe tre figlie, Şenay, Gülay e Miray Evren.  
Sekine era di salute cagionevole e aveva contratto il diabete già in giovane età. Il 18 maggio 1980, mentre era col marito in Belgio, a Bruxelles, subì un ictus che la lasciò paralizzata. 

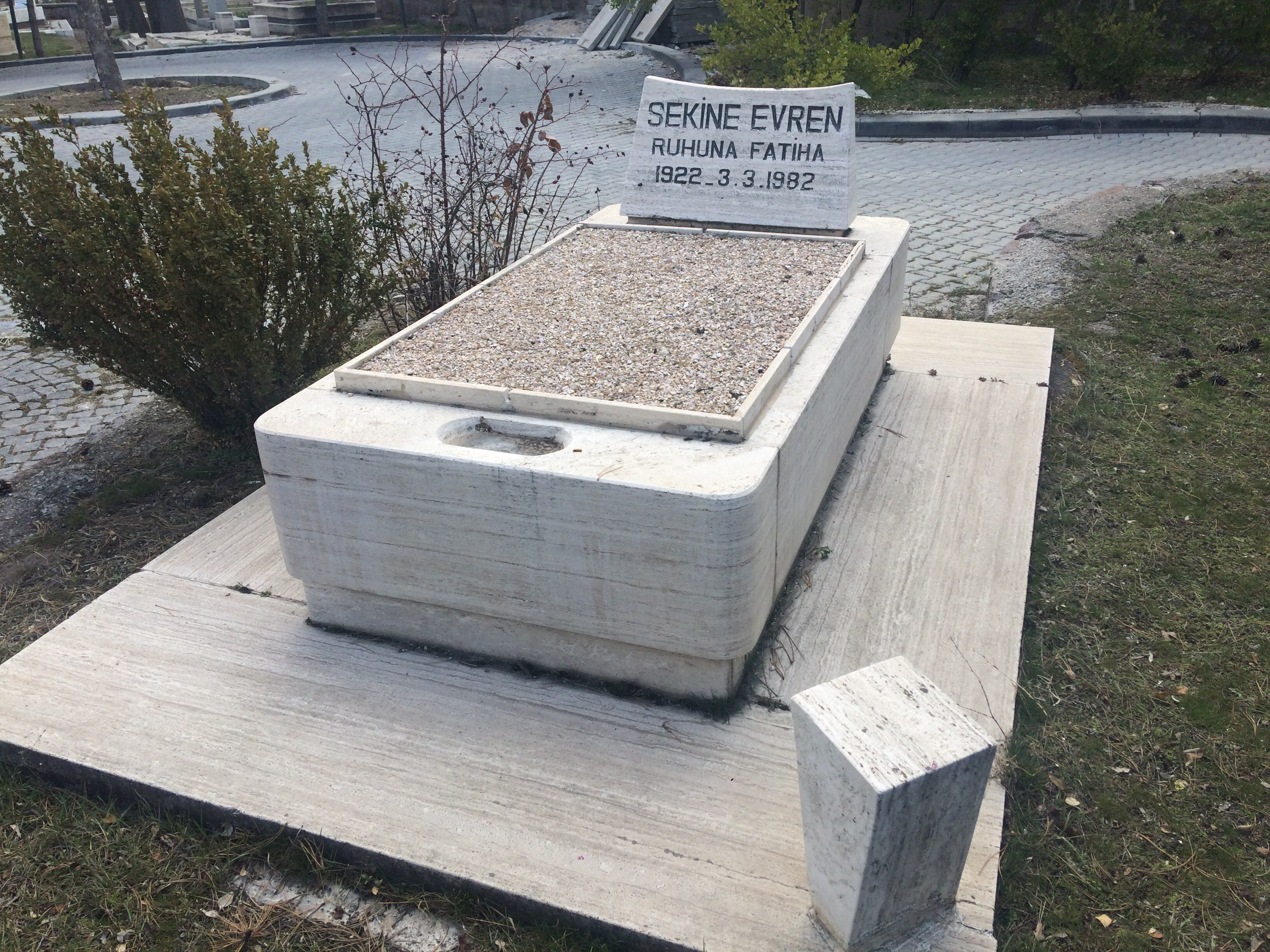
Tomba di Sekine Kankotan

Lo stesso anno, il 12 settembre 1980, Evren, ora generale a quattro stelle, guidò con successo un golpe militare contro il governo e si proclamò presidente, facendo di Sekine la First lady della Turchia. Tuttavia, lei si rifiutò di riconoscere la presa di potere del marito, reputandola illegittima, e non si trasferì con lui al palazzo presidenziale, preferendo restare nel loro alloggio militare, dove morì il 3 marzo 1982. Suo marito le tributò un funerale di Stato presso la moschea Hacı Bayram di Ankara, tenuto il 5 marzo, e venne sepolta nel Cimitero di Cebeci Asri.  
Parteciparono tutte le personalità del governo turco, membri del Consiglio di sicurezza nazionale, il presidente del Consiglio consultivo, il vice primo ministro, i capi degli organi dell'alta magistratura, i ministri e le loro mogli, i capi delle missioni estere ad Ankara, oltre a una grande folla popolare e ai leader deposti  Süleyman Demirel e Bülent Ecevit. Nell'elogio, Evren descrisse la moglie come "una donna parsimoniosa e di grande personalità".